# Bodhi
Bodhi (बोधि) é um termo pāli e sânscrito para "desperto" ou "iluminado". É um substantivo abstrato derivado da raiz verbal budh ("acordar", "ficar acordado", "perceber", "saber" ou "entender"), correspondendo aos verbos bujjhati (Pāli) e bodhati ou budhyate (Sânscrito).

## No Budismo
Bodhi, no Budismo especificamente, significa a experiência do despertar espiritual alcançada  por Gautama Budda e seus discípulos. Isto é, às vezes, descrito como a completa e perfeita sanidade, ou despertar da verdadeira natureza do universo. Após alcançado, a pessoa se liberta do círculo do Samsara: nascimento, sofrimento, morte e renascimento (ver moksha). Bodhi é, normalmente, traduzido como "iluminação". A expressão introduz uma noção de despertar de um sonho e estar desperto sobre a Realidade. De fato, é preferível pensar em Bodhi como um "despertar" ou "acordar" espiritual, embora a imagem de luz seja extraordinariamente predominante em muitas escrituras Budistas. Certo é que, quanto maior a consciência, maior é a luz.
Bodhi é atingida apenas com consumação de alguma Paramita ("perfeição"), quando as Quatro Nobres Verdades são completamente compreendidas, cessando o carma. Neste momento, toda a cobiça (lobha), aversão (dosa), desilusão (moha), ignorância (avijjā), ânsia (tanha) e ego (attā) extinguem-se. Bodhi, de fato, inclui anattā, a abstenção do ego. 
Alguns sutras do budismo Mahayana enfatizam que Bodhi está sempre presente e é perfeito e simplesmente se necessita ser "descoberto" ou desvendado por uma visão purificada. De fato, o "Sutra do despertar perfeito" diz que Buddha ensinou que, como o ouro dentro do seu minério, Bodhi está sempre dentro do ser mas requer que a obscuridade mundana seja consumida (as profanações que cercam o samsara o enfraquecem, o deixam inconsciente) para que seja removido. O Buddha declara:
"Bons filhos, isto é como obter ouro pela fusão do minério. O ouro não vem a ser o que é por causa da fundição... Mesmo que se passe um tempo incontável, a natureza do ouro nunca se corrompe. É errado dizer que ele não era originalmente perfeito. A Perfeita Iluminação do Tathagata [Buddha] é também assim." 
Doutrinas similares são encontradas no Tathagatagarbha sutra, que fala da presença imanente do princípio do Buddha (Buddha-dhatu/ Buddha-natureza) dentro de todos os seres. Aqui, o Tathagatagarbha (Buddha-Matrix) equivale à transformação do inclausurado e libertador poder do Bodhi, que concede uma infinidade de visões da unificação. Os estados do Buddha Shurangama Sutra:
"Meu não criado e a interminável profundidade da iluminação de acordo com o Tathagatagarbha, que é o Bodhi absoluto e que assegura o meu discernimento perfeito do reino do Darma [reino da última verdade], onde o todo é o infinito e o infinito é o todo."
A Árvore Bodhi é um espécie de Figueira Sagrada (Ficus religiosa) na qual está agora a cidade de Bodh Gaya. Foi sentado sob esta árvore em meditação que Siddhartha Gautama ficou iluminado. Na tradição maaiana, Maia estava segurando um ramo desta árvore enquanto descansava no jardim de Lumbini quando de à luz seu filho Siddhartha.

## Tipos de iluminação

### Sāvaka-Bodhi(Arhat)
Aqueles que estudam os ensinamentos dizem ter samma-sambuddha e, quando atingem a iluminação neste mundo, são conhecidos como Arhats. Tais seres são habilidosos em ajudar os outros em atingirem a iluminação como eles através da sua experiência pessoal conseguiram.

### Pacceka-Bodhi(Pratyeka)
Aqueles que obtêm a iluminação através da autorrealização, sem a ajuda de um guia espiritual e professores, são conhecidas como pratyekabuddhas. De acordo com o Tripitaka, tais seres somente surgem na eras onde o darma foi perdido. Sua perícia em ajudar os outros a obter a iluminação é inferior aos arhats e eles também levam mais tempo para acumular as paramitas. Muitos pratyekas podem ascender ao mesmo tempo.

### Sammā-Sambodhi("supremoBuddha")
Estes são os perfeitos, mais desenvolvidos, mais compassivos, mais amados, seres que sabem tudo e quem compreendem o darma por seus próprios esforços e sabedoria e ensinam a sua pericia ao outros, libertando-os do Samsāra. Um destes Sammā-Sambodhi é conhecido como samma-sambuddha, e é necessário muito mais tempo para acumular o parami para se atingir esse estado do que para se tornar então um pratyekabuddha.

## Citações
Quando você chegar lá, então os pensamentos tornar-se-ão calmos mesmo sem os ter acalmados, o sossego e o discernimento surgirão sem ser produzidos, a mente do buddha aparecerá sem ser revelada. Pode-se tentar compará-la ao cosmos ou à luz de milhares de sóis que estão além do céus da Terra.
— Wei-tse

## Mais leituras
- The Sutra of Perfect Enlightenment (State University Press of New York, 1999), tr. by A. Charles Muller
- The Surangama Sutra (B.I. Publications, Bombay 1978), tr. by Lu K'uan Yu
- The Role of Bodhicitta in Buddhist Enlightenment. (New York : The Edwin Mellen Press, 2005) [includes translations of the following: Bodhicitta-sastra, Benkemmitsu-nikyoron, Sammaya-kaijo], Kenneth White